# Une nuit terrible
Une nuit terrible és una pel·lícula muda de la productora francesa Star Film de l'any 1896, del director pioner Georges Méliès. Numerada com la n° 26 en els seus catàlegs, es va publicitar com una obra còmica.

## Sinopsi
Un home tracta de dormir, però es veu pertorbat per un insecte gegant que grimpa pel llit i la paret. Ataca a aquest amb una escombra i ho llança en un orinal que té en un compartiment de la mesita de nit.

## Producció
Une nuit terrible és anterior a l'ús que Méliès fa dels efectes especials cinematogràfics en les seves pel·lícules (la primera pel·lícula coneguda de Méliès amb efectes de càmera és Escamotage d'une dame au théâtre Robert-Houdin, realitzada més tard en 1896). Per contra, l'insecte gegant és un suport de cartó controlat amb filferro.
La pel·lícula es va fer amb la càmera portàtil Méliès-Reulos a l'aire lliure, al jardí de la casa de Méliès en Montreuil, utilitzant llum natural i un teló de tela. Méliès mateix va interpretar a l'home que intentava dormir.

## Supervivència
Es té constància que una pel·lícula comunament identificada com Une nuit terrible sobreviu actualment, i ha aparegut en diverses col·leccions publicades en DVD. No obstant això, la rebesneta de Méliès, Pauline Méliès, va publicar troballes en 2013 que suggereixen que la pel·lícula que comunament es creu és Une nuit terrible és en realitat una pel·lícula posterior de Méliès, anomenada Un episodi de mitjanit, número 190 als catàlegs de Star Films, i que l'original Una nit terrible, que ofereix un escenari més simple i amb una diferent ubicació de la cambra, però la mateixa trama i el mateix llit, actualment sobreviu en dues còpies: un fotocollage en la Cinémathèque Française i un flipbook publicat per Lèon Beaulieu al voltant del canvi de segle. Si aquesta hipòtesi és precisa, tant Una nit terrible com Un episodi de mitjanit sobreviuen.